# Trevor Coker
Trevor Ian Coker  (1. oktober 1949 - 23. august 1981) var en newzealandsk roer og olympisk guldvinder.
Coker vandt en guldmedalje ved OL 1972 i München, som del af den newzealandske otter, der desuden bestod af Wybo Veldman, Dick Joyce, John Hunter, Tony Hurt, Lindsay Wilson, Joe Earl, Gary Robertson og styrmand Simon Dickie. Newzealænderne sikrede sig guldmedaljen foran USA og Østtyskland, der fik henholdsvis sølv og bronze i en konkurrence, hvor der deltog i alt 15 lande. Fire år senere var han med i båden igen ved OL 1976 i Montreal, hvor det blev til en bronzemedalje.
Coker vandt desuden to VM-bronzemedaljer i otter, ved henholdsvis VM 1974 i Luzern og VM 1975 i Nottingham.

## OL-medaljer
- 1972:  Guld i otter
- 1976:  Bronze i otter